# Delta Cephei
Delta Cephei (δ Cephei) és el quart estel en magnitud aparent de la constel·lació de Cefeu. És el prototip d'estrella variable Cefeida, estels que es coneixen com simplement 'cefeides' i que prenen el seu nom d'aquest. Va ser la segona d'aquest tipus a ser descoberta (després d'Eta Aquilae) i la que més a prop es troba del Sol.
John Goodricke va observar ja la variabilitat d'aquest estel en 1784, la lluentor del qual oscil·la amb precisió amb un període de 5 dies 8 hores 47 minuts i 32 segons. És un dels pocs estels variables el canvi dels quals de lluentor (entre les magnituds 3,5 i 4,3) pot apreciar-se a ull nu, sense l'ajut d'instruments.
Delta Cephei té dues estrelles companyes de 7ª i 13ª magnitud respectivament, amb la primera de les quals (situada a 41 segons d'arc) es creu que forma una parella física. Ambdues estan envoltades per una nebulosa només visible en l'infraroig, amb una grandària de 21000 ua i un aspecte que recorda a una ona de xoc, originada per la pèrdua de massa d'aquest estel.
L'estudi dels estels variables del tipus de Delta Cephei (cefeides) ha proporcionat als astrònoms valuosa informació, principalment per al mesurament de distàncies astronòmiques.

## Descobriment

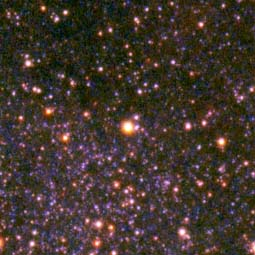
Imatge de Delta Cephei, al centre.

John Goodricke va descobrir que Delta Cephei era variable durant 1784. Descriu la seva primera observació el 19 d'octubre de 1784, seguida d'una sèrie regular d'observacions la majoria de les nits fins al 28 de desembre. Es van fer més observacions durant la primera meitat de 1785, la variabilitat va ser descrita en una carta datada el 28 de juny de 1785 i publicada formalment l'1 de gener de 1786. Aquesta va ser la segona estrella variable que es va descobrir d'aquest tipus, després d'eta Aquilae només unes setmanes abans, el 10 de setembre de 1784.

## Propietats
A més de ser el prototip de la classe Cepheid d'estrelles variables, Delta Cephei es troba entre les estrelles d'aquest tipus de variable més properes al Sol, amb només Polaris més a prop. La seva variabilitat és causada per pulsacions regulars a les capes exteriors de l'estrella. Varia des de la magnitud 3,48 fins a 4,37, i la seva classificació estel·lar també varia, d'aproximadament F5 a G3. El període de pulsació és de 5,366249 dies, amb un augment al màxim que es produeix més ràpid que el posterior descens al mínim.

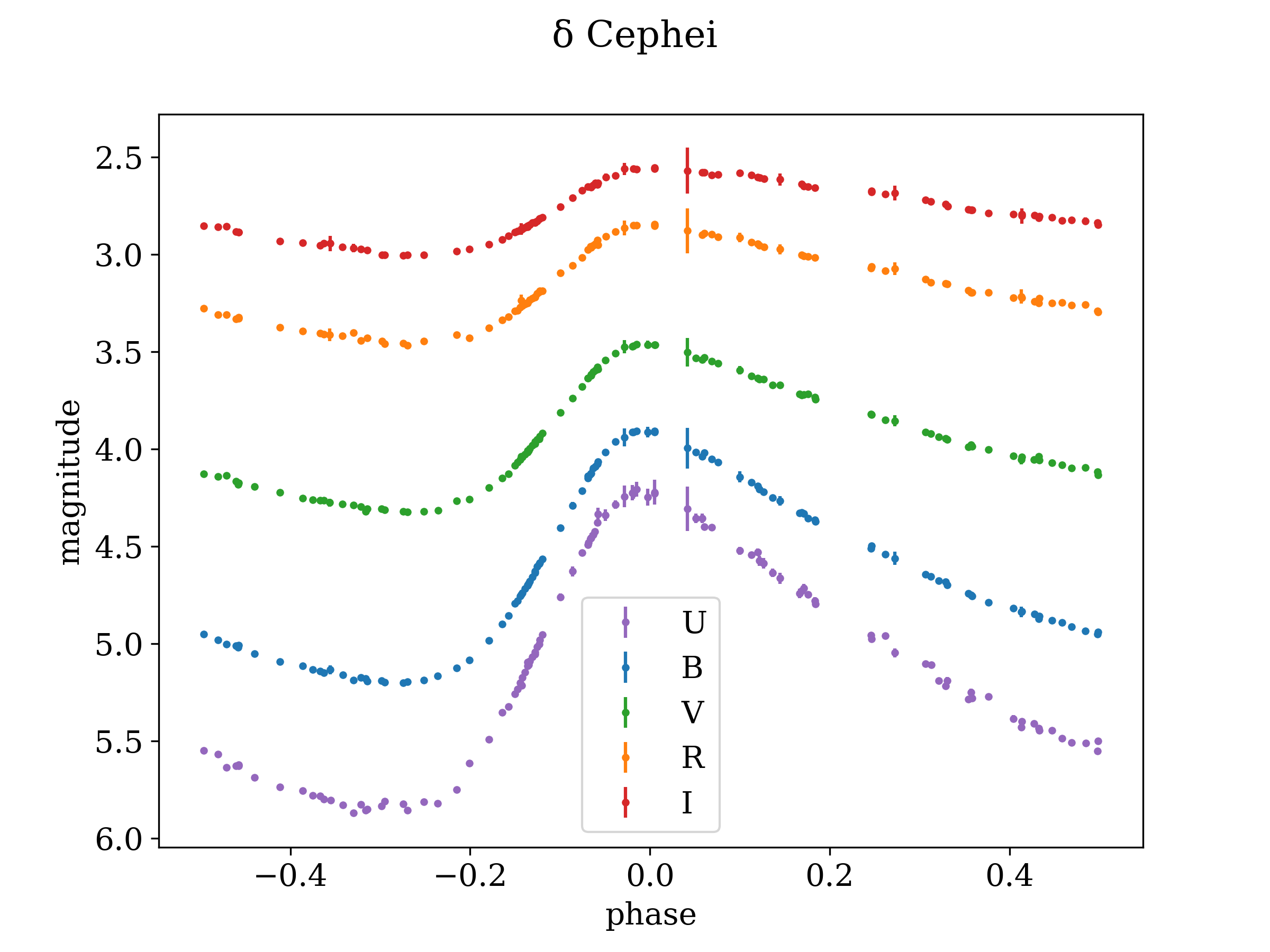
corbes de llum UBVRI plegada en fase de Delta Cephei que mostra la magnitud versus la fase de pulsació.

Com que el període d'aquesta classe de variables depèn de la lluminositat de l'estrella, Delta Cephei té una importància especial com a calibrador de la relació període-lluminositat, ja que la seva distància és ara una de les més precisament establertes per a un Cepheid. Aquesta precisió es deu en part a la seva pertinença a un cúmul estel·lar i a la disponibilitat de paral·laxis precisos del telescopi espacial Hubble/Hipparcos. Per tant, l'any 2002, el telescopi espacial Hubble es va utilitzar per determinar la distància a Delta Cephei dins d'un marge d'error del 4%: 273 parsecs (890 anys llum) . Tanmateix, una reanàlisi de les dades d'Hipparcos va trobar una paral·laxi més gran que abans, la qual cosa va conduir a una distància més curta de 244 ± 10 pc, que equival a 800 anys llum.

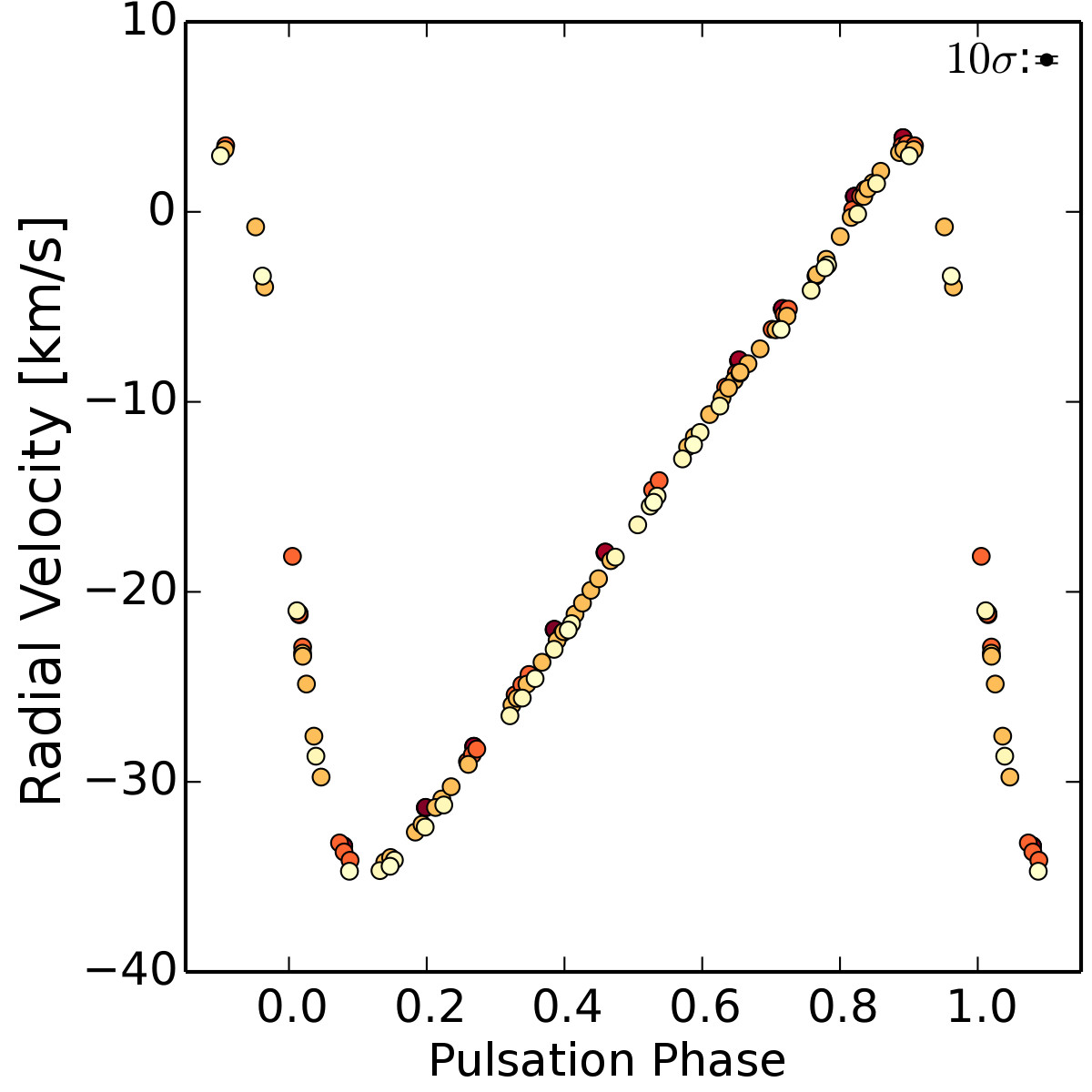
Hermes Velocitat radial Corba del Delta Cephei A. El desplaçament entre punts de color idèntic es deu al company espectroscòpic, Delta Cephei B.

Les mesures de la velocitat radial de Delta Cephei han revelat la presència d'una petita estrella acompanyant espectroscòpica en una òrbita de 6 anys al voltant de Delta Cephei A. La massa d'aquesta companya és aproximadament una desena part de la massa del Delta Cephei i les dues arriben a 2 unitats astronòmiques a les passatge del pericentre. La presència d'aquesta acompanyant s'haurà de tenir en compte quan Gaia mesura la paral·laxi (distància) de Delta Cephei. El company visual exterior Delta Cephei C (HD 213307) també pot ser un binari espectroscòpic i astromètric.
Es creu que les estrelles d'aquest tipus es formen amb masses 3 a 12 vegades més gran que la del Sol, i després han passat per la seqüència principal com a estrella de tipus B. Amb l'hidrogen consumit a la seva regió central, aquestes estrelles inestables estan passant ara per etapes posteriors de combustió nuclear. La massa estimada de Delta Cephei, derivada de l'índex de color, és 4,5 ± 0,3 vegades la massa del Sol. En comparació, la massa derivada dels models evolutius és 5,0 - 5,25 vegades la massa del Sol. En aquesta etapa de la seva evolució, les capes exteriors de l'estrella s'han expandit fins a una mitjana de 44,5 vegades la circumferència del Sol.

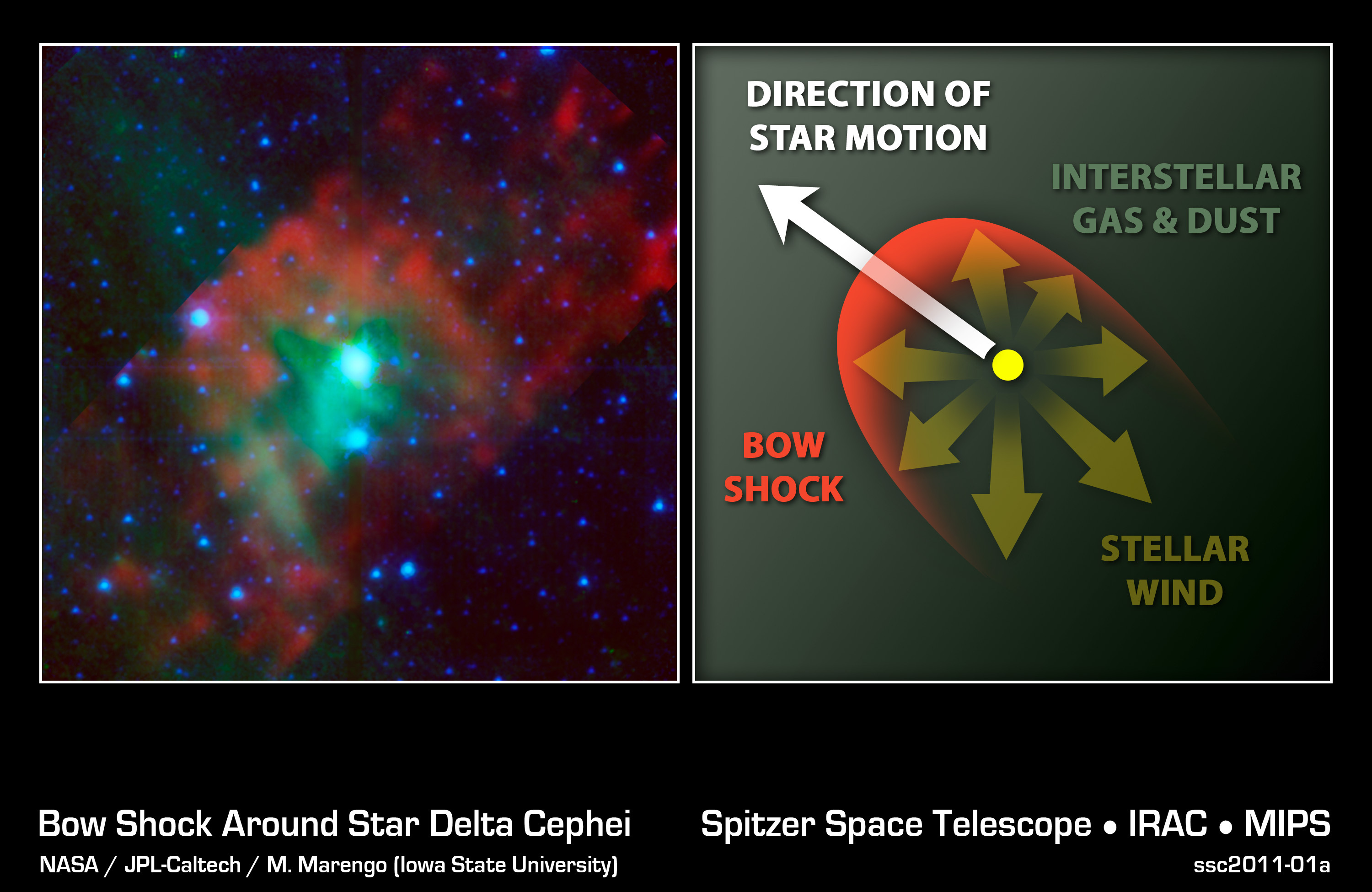
Xoc en arc al voltant de Delta Cephei.

Delta Cephei està emetent unes 2.000 vegades la lluminositat del Sol des de l'atmosfera exterior. Això està produint un fort vent estel·lar, que, en combinació amb les pulsacions i els xocs a l'atmosfera de l'estrella, està expulsant massa a una velocitat de (1,0 ± 0,8) × 10−6 solar masses per any, o l'equivalent a la massa del Sol aproximadament cada milió d'anys. Aquesta matèria flueix cap a l'exterior a una velocitat d'uns 35 km s−1. El resultat d'aquest gas expulsat és la formació d'una nebulosa d'uns 1 parsec de diàmetre, centrada a Delta Cephei i que conté 0,07–0,21 mases solars d'hidrogen neutre. Un xoc en arc s'està formant on el vent estel·lar xoca amb el medi interestel·lar circumdant.
La velocitat peculiar de Delta Cephei és de 13,5 ± 2,9 km s−1 en relació amb els seus veïns. És un presumpte membre del cúmul estel·lar Cep OB6 i, per tant, pot tenir aproximadament la mateixa edat que el cúmul: uns 79 milions d'anys. A una separació angular de 40 segons d'arc de Delta Cephei és una estrella acompanyant de magnitud 7,5 amb l'identificador HD 213307, anomenat component C en catàlegs d'estrelles múltiples, que és visible en telescopis petits. El mateix HD 213307 és un sistema estel·lar binari amb una classificació estel·lar combinada B7–8 III–IV. Està escalfant la matèria expulsada pel vent estel·lar de Delta Cephei, fent que el material circumstel·lar emeti radiació infraroja.